# Van Gogh (zespół)
Van Gogh – serbski, a wcześniej jugosłowiański zespół rockowy z Belgradu.
Zespół powstał w 1986 roku, i w tym samym roku wydał swój debiutancki album zorientowany na alternatywny rock. W latach 90. zespół wydał szereg dobrze przyjętych albumów, inspirowanych głównie twórczością zespołu Ekatarina Velika, a w latach 2000 zespół przyjął bardziej komercyjne brzmienie, stając się jednym z topowych zespołów serbskiej sceny rockowej. Od początku kariery, głównymi członkami zespołu byli wokalista i gitarzysta Zvonimir Đukić oraz perkusista Srboljub Radivojević.

## Historia
Zespół powstał w styczniu 1986 roku. Pierwszy skład tworzyli: Zvonimir Đukić „Đule” (gitara), Srboljub Radivojević (perkusja), Đorđe Petrović (były członek grupy Zajedno, instrumenty klawiszowe), Goran Milisavljević (wokal) i Predrag Popović (były członek zespołu Rock Ekspres, gitara basowa). W lutym 1986 roku zespół wydał swój debiutancki singiel „Tragovi prošlosti” („Ślady przeszłości”), a w maju wystąpił na Festiwalu Młodych w Suboticy, wykonując piosenki „Tragovi prošlosti”, „Tvoj smeh” („Twój śmiech”) i „Menjam se” („Zmieniam się”), zajmując drugie miejsce według wyboru publiczności oraz trzecie z wyboru jury. Pod koniec 1986 roku zespół wydał swój debiutancki album, zatytułowany tak samo, jak nazwa zespołu tj. „Van Gogh”. Teksty do albumu napisał Milisavjević, muzykę Đukić, a album wyprodukował Petrović. Album zawierał nowe wersje „Tragovi prošlosti”, „Tvoj smeh” i „Menjam se”. Jednak po wielu koncertach Van Gogh się rozpadł.
Przed ponownym zjednoczeniem się w 1990 roku Đukić występował z Fit (biorąc udział w nagraniu ich debiutanckiego albumu „Uz rijeku”), Ekatarina Velika (biorąc udział w nagraniu ich albumu „Samo par godina za nas”) i Nikola Čuturilo.
Zespół Van Gogh ponownie zjednoczył się w 1990 roku i wydał singiel „Gubiš me” („Tracisz mnie”), a w 1991 roku wydał album „Svet je moj” („Świat jest mój”). Skład zespołu, który brał udział w wydaniu singla to: Đukić (wokal, gitara), Radivojević (perkusja), Aleksandar Barać (gitara basowa), Vladan Cvetković (perkusja) i Vlada Barjaktarević (instrumenty klawiszowe). W nagrywaniu albumu gościli członkowie grupy Ekatarina Velika: Milan Mladenović i Margita Stefanović, członek zespołu Električni orgazam Zoran „Švaba” Radimirović oraz członkini zespołu Oktobar 1864 – Tanja Jovićević. Muzykę i większość tekstów piosenek napisał Đukić, a album wyprodukował Barjaktarević. Na płycie znalazł się przebój „Neko te ima” („Ktoś cię ma”).
Zespół wydał swój trzeci album „Strast” („Pasja”) w 1993 roku, wówczas było to trio: Đukić, Radivojević i Barać. „Strast” oznaczał zwrot zespołu w kierunku mainstreamowego rockowego brzmienia. Album ten wyprodukował Saša Habić, a gościnnie wystąpili na nim: Rambo Amadeus, Marija Mihajlović i Pera Joe. W 1995 roku zespół wydał album kompilacyjny „Tragovi prošlosti” („Ślady przeszłości”), na którym znalazło się piętnaście piosenek z poprzednich albumów oraz piosenka „Zemlja čuda” („Kraina czarów”), która pierwotnie ukazała się na singlu.
Wraz z wydanym w 1996 roku albumem „Hodi” (którego producentem był Saša Habić) grupa rozszerzyła swoją ofertę gatunkową, jednocześnie swoją promocję opierając m.in. na efektownych teledyskach.
W 2000 roku nowym gitarzystą basowym zespołu został Dragan Ivanović. W 2001 roku zespół wydał koncertowy album „Happy New Ear”, który został nagrany 19 grudnia 1999 roku na koncercie zespołu w belgradzkiej Hali Sportowej. Producentem albumu był Vlada Negovanović. W tym samym roku ukazała się również reedycja pierwszego albumu zespołu, wydana przez Metropolis Records. W 2002 roku zespół wydał album „DrUnder”, który zawierał elementy elektronicznego rocka. W 2003 roku do zespołu dołączył nowy gitarzysta basowy Dejan Ilić. W tym samym roku zespół zorganizował koncert na pełnym stadionie Tašmajdan w Belgradzie. 15 czerwca 2004 roku Van Gogh wystąpił jako zespół otwierający koncert Metalliki, który odbył się na stadionie Partizana w Belgradzie.
W 2010 roku Dejan Ilić opuścił zespół i został zastąpiony przez Dragana Ivanovicia, który w zespole Van Gogh pojawił się po raz drugi. W 2011 roku zespół uczcił 25-lecie swojego istnienia wydaniem albumu „Total”, na którym znalazła się płyta CD z 17 piosenkami i DVD z 23 teledyskami, wydane przez Croatia Records wyłącznie na rynek chorwacki.
W lipcu 2019 roku lider zespołu Zvonimir Đukić został zaatakowany podczas występu w Sarajewie. W 2019 roku zespół opuścił Branislav Gluvakov, a w 2020 roku Dejan Ilić po raz drugi rozstał się z zespołem, co doprowadziło do powrotu Dragana Ivanovicia po raz trzeci w szeregi zespołu Van Gogh. Ten ruch sprawił, że Van Gogh ponownie stał się historycznie rozpoznawalnym trzyosobowym zespołem.

## Dyskografia

### Albumy studyjne
Na podstawie Discogs:
- Van Gogh (1986)
- Svet je moj (1991)
- Strast (1993)
- Hodi (1996)
- Opasan ples (1999)
- Dr Under (2002)
- Kolo (2006)
- Lavirint (2009)
- Neumeren u svemu (2013)
- Ako stanemo gubimo sve (2016)
- More bez obala (2019)

### Albumy koncertowe
Na podstawie Discogs:
- No comment (1997)
- Happy New Ear (2001)
- Srećno novo uživo (2007)
- Tanka nit (Akustik live 2019) (2022)